# Argòvia
Argòvia (alemany Aargau, francès Argovie, italià Argovia, romanx Argovia) és un dels cantons més septentrionals de Suïssa. Comprèn el curs baix del riu Aar, raó per la qual el cantó s'anomena Aargau (districte de l'Aar).

## Geografia
L'àrea total del cantó és de 1.404 km², la població d'uns 550.000 habitants. La capital és Aarau. Limita al nord amb Alemanya, a l'oest amb el semi-cantó de Basilea-Camp, el cantó de Solothurn i el cantó de Berna. Al sud limita amb el cantó de Lucerna, amb qui comparteix el Llac de Hallwil, i a l'est amb els cantons de Zuric i Zug.
El cantó d'Argòvia és un dels menys muntanyosos de Suïssa, i forma part de l'altiplà suís, una gran vall al nord dels Alps i a l'est de la serralada del Jura, sobre la qual s'alcen petits turons.
En el cantó s'hi troben les fonts sulfurades de Baden, mentre que a Rheinfelden es troben les fonts salines. A Brugg s'hi poden trobar les ruïnes del castell dels Habsburg.

## Història
El cantó es troba a la frontera entre Alemanya i Borgonya, raó per la qual fou disputada pels diferents ducs fins que caigué en mans dels Hohenstaufen. En el segle xv, la regió fou governada pels Habsburg, que hi tenien el seu centre de poder, raó per la qual s'hi poden trobar alguns castells, tots seus, així com alguns ex-convents.
El 1415 la regió d'Argòvia fou recuperada pels confederats als Habsburg. Berna obtingué la part sud-occidental (Zofingen, Aarburg, Aarau, Lenzburg, i Brugg). Alguns districtes anomenats Freie Ämter o Administració lliure (Mellingen, Muri, Villmergen, i Bremgarten), junt amb Baden passaren a mans dels confederats. El 1798 la part bernesa esdevingué cantó d'Argòvia i la resta formà el cantó de Baden. El 1803, les dues meitats s'uniren com a cantó d'Argòvia, i esdevingué membre de ple dret de la Confederació. El 2003 el cantó celebrà el seu segon centenari.

## Economia
Les terres del cantó són les més fèrtils de Suïssa. La criança de ramat boví, el conreu de cereals i fruites són les principals activitats del cantó. La indústria està també molt desenvolupada, particularment en el camp de l'enginyeria elèctrica, els instruments de precisió, la producció d'acer, ferro i ciment.
El cantó té una central nuclear a Beznau. Un nombre significatiu de persones traspassen el cantó cada dia per a anar al centre financer de la ciutat de Zúric, que és molt proper a la frontera del cantó.
Entrades (en milions de CHF): 25.358 fr.

## Municipis
El Cantó d'Argòvia té un total de 232 municipis. Les ciutats i municipis més poblats, segons el cens del 2004 són:
- Wettingen, 18.479 habitants
- Baden, 16.384 habitants
- Aarau, 15.628 habitants
- Wohlen, 13.932 habitants
- Rheinfelden, 10.884 habitants
- Oftringen, 10.568 habitants
- Zofingue, 10.210 habitants
- Spreitenbach, 10.032 habitants

## Districtes
El Cantó d'Argòvia té actualment 11 districtes:
- Districte d'Aarau amb capital a Aarau
- Districte de Baden amb capital a Baden
- Districte de Bremgarten amb capital a Bremgarten
- Districte de Brugg amb capital a Brugg
- Districte de Kulm amb capital a Unterkulm
- Districte de Laufenburg amb capital a Laufenburg
- Districte de Lenzburg amb capital a Lenzburg
- Districte de Muri amb capital a Muri
- Districte de Rheinfelden amb capital a Rheinfelden
- Districte de Zofingue amb capital a Zofingue
- Districte de Zurzach amb capital a Bad Zurzach